# Qasem Burhan
Qasem Abdulhamed Burhan est un footballeur international qatarien d'origine sénégalaise né le 15 décembre 1985 à Dakar. Il évolue au poste de gardien de but à Lekhwiya SC.

## Palmarès

### En club
- Al-Khor SC
  - Vainqueur de la Coupe Crown Prince de Qatar en 2005

- Al-Rayyan SC
  - Vainqueur de la Coupe du Qatar en 2006

- Al-Gharafa SC
  - Vainqueur de la Qatar Stars League en 2009 et 2010
  - Vainqueur de la Coupe du Qatar en 2009 et 2012
  - Vainqueur de la Coupe Crown Prince de Qatar en 2010 et 2011

- Lekhwiya SC
  - Championnat du Qatar en 2017

### En équipe nationale
- Équipe du Qatar de football
  - Champion de la Coupe du Golfe des nations de football 2014
  - Prix du meilleur gardien du but de la Coupe du Golfe des nations de football 2014